# Bouafles
Pour l’article homonyme, voir Bouafles (Seine-Maritime).
Bouafles est une commune française située dans le département de l'Eure, en région Normandie.
Ses habitants sont appelés les Bouaflais.

## Géographie
La commune se situe en bordure droite de la Seine. Elle comporte un hameau dit Les Mousseaux.

### Localisation
Bouafles est située à 30,2 km d'Évreux (chef-lieu de département) par la D 316 et de 17 km de Vernon et 6,4 km des Andelys (chef-lieu d'arrondissement) par la D 313.
| Tosny (au-delà de la Seine)                | Vézillon | Les Andelys       |
| Villers-sur-le-Roule (au-delà de la Seine) | Bouafles | Hennezis          |
| Courcelles-sur-Seine                       |          | Port-Mort, Vernon |

### Hydrographie
La commune est située dans le bassin Seine-Normandie. Elle est drainée par la Seine, deux bras de la Seine et  et un autre petit cours d'eau,.

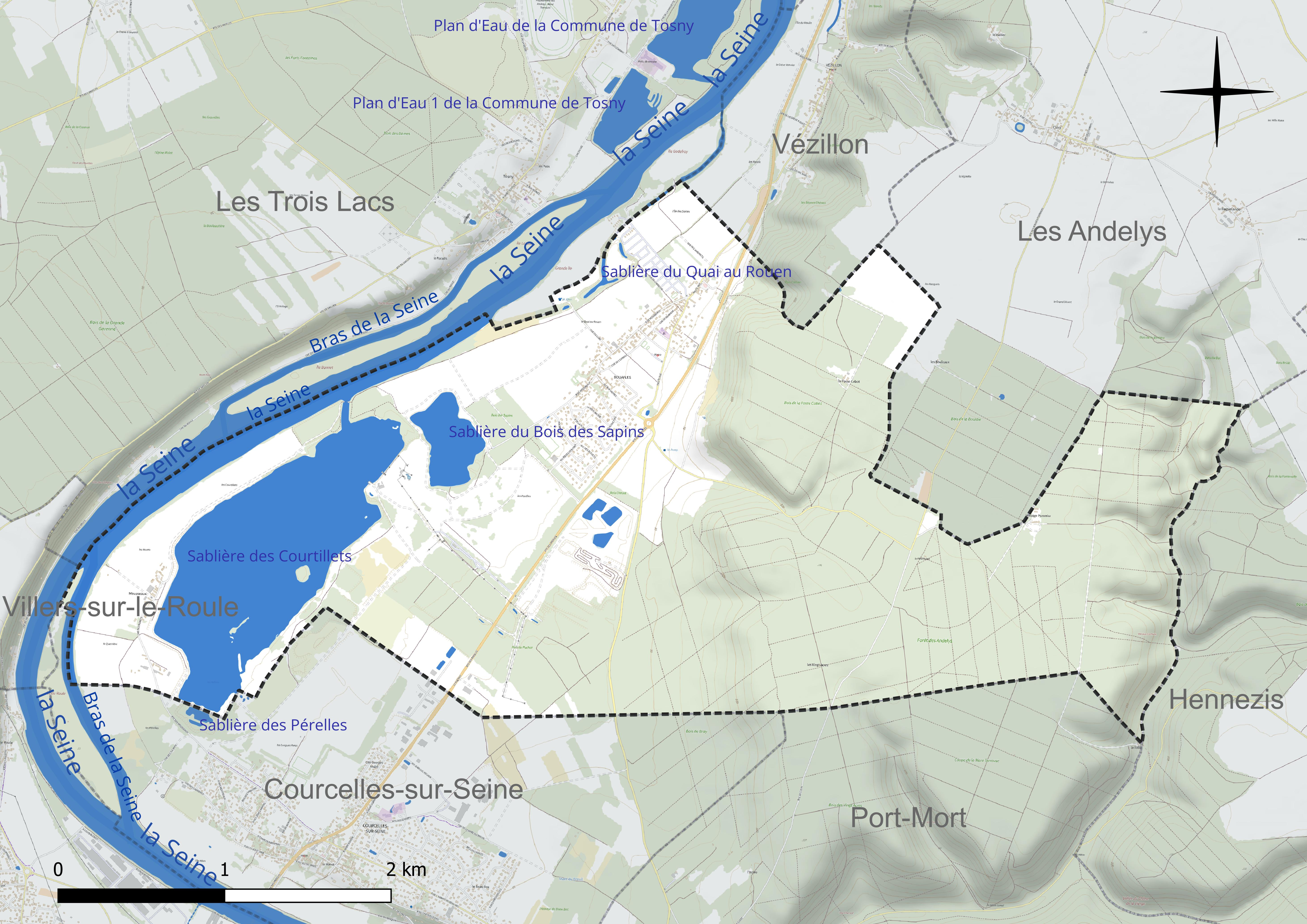
Réseau hydrographique de Bouafles.

Quatre plans d'eau complètent le réseau hydrographique : la Boire de l'Île des Dames, d'une superficie totale de 1,2 ha (0 ha sur la commune), la sablière des Courtillets, d'une superficie totale de 119,7 ha (119,7 ha sur la commune), la sablière du Bois des Sapins (14,4 ha) et la sablière du Quai au Rouen, d'une superficie totale de 0,8 ha (0,8 ha sur la commune),.

### Climat
Pour des articles plus généraux, voir Climat de la Normandie et Climat de l'Eure.
En 2010, le climat de la commune est de type climat océanique dégradé des plaines du Centre et du Nord, selon une étude du CNRS s'appuyant sur une série de données couvrant la période 1971-2000. En 2020, Météo-France publie une typologie des climats de la France métropolitaine dans laquelle la commune est exposée à un climat océanique et est dans la région climatique  Côtes de la Manche orientale, caractérisée par un faible ensoleillement (1 550 h/an) ; forte humidité de l’air (plus de 20 h/jour avec humidité relative > 80 % en hiver), vents forts fréquents. Parallèlement le GIEC normand, un groupe régional d’experts sur le climat, différencie quant à lui, dans une étude de 2020, trois grands types de climats pour la région Normandie, nuancés à une échelle plus fine par les facteurs géographiques locaux. La commune est, selon ce zonage, exposée à un « climat des plateaux abrités », correspondant aux plaines agricoles de l’Eure, avec une pluviométrie beaucoup plus faible que dans la plaine de Caen en raison du double effet d’abri provoqué par les collines du Bocage normand et par celles qui s’étendent sur un axe du Pays d'Auge au Perche.
Pour la période 1971-2000, la température annuelle moyenne est de 10,9 °C, avec  une amplitude thermique annuelle de 14,4 °C. Le cumul annuel moyen de précipitations est de 730 mm, avec 11,6 jours de précipitations en janvier et 8,1 jours en juillet. Pour la période 1991-2020, la température moyenne annuelle observée sur la station météorologique la plus proche, située sur la commune de Muids à 7 km à vol d'oiseau, est de 12,0 °C et le cumul annuel moyen de précipitations est de 609,1 mm,. Pour l'avenir, les paramètres climatiques de la commune estimés pour 2050 selon différents scénarios d’émission de gaz à effet de serre sont consultables sur un site dédié publié par Météo-France en novembre 2022.

## Urbanisme

### Typologie
Au 1er janvier 2024, Bouafles est catégorisée commune rurale à habitat dispersé, selon la nouvelle grille communale de densité à 7 niveaux définie par l'Insee en 2022.
Elle est située hors unité urbaine et hors attraction des villes,.

### Occupation des sols
L'occupation des sols de la commune, telle qu'elle ressort de la base de données européenne d’occupation biophysique des sols Corine Land Cover (CLC), est marquée par l'importance des forêts et milieux semi-naturels (51,9 % en 2018), en augmentation par rapport à 1990 (49,5 %). La répartition détaillée en 2018 est la suivante : forêts (48,9 %), terres arables (20,4 %), eaux continentales (14 %), mines, décharges et chantiers (6,2 %), zones urbanisées (4,2 %), prairies (3,4 %), milieux à végétation arbustive et/ou herbacée (3 %).
L'évolution de l’occupation des sols de la commune et de ses infrastructures peut être observée sur les différentes représentations cartographiques du territoire : la carte de Cassini (XVIIIe siècle), la carte d'état-major (1820-1866) et les cartes ou photos aériennes de l'IGN pour la période actuelle (1950 à aujourd'hui).

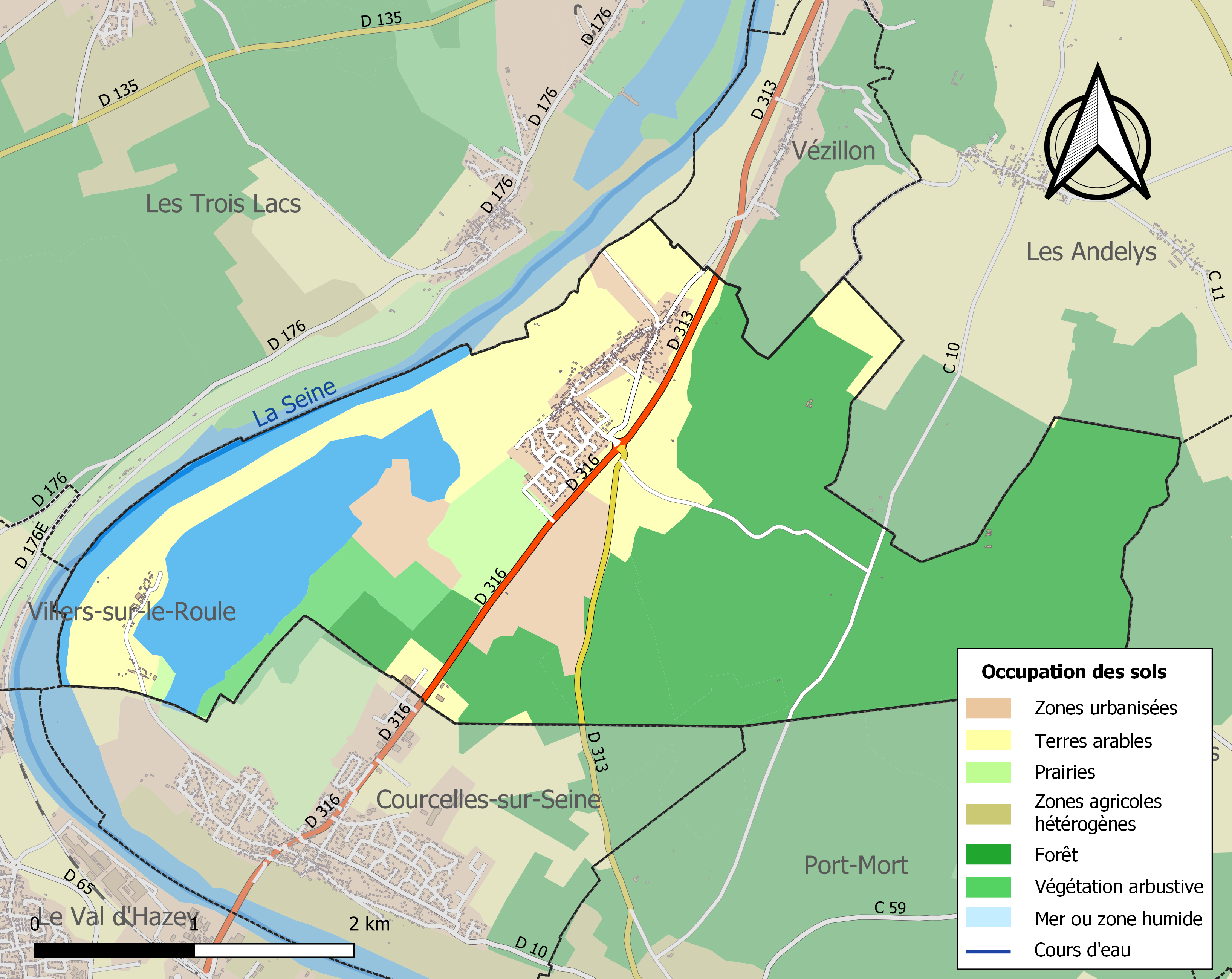
Carte des infrastructures et de l'occupation des sols de la commune en 2018 (CLC).

## Toponymie
Le nom du village est attesté sous les formes latinisées Badalcha en 750 (charte de Pepin le Bref), Bodalca en 775 (diplôme de Charlemagne), Boalfam en 918, et Bodelfa en 1040 (charte d’Onfroy de Vieilles et de l’archevêque Mauger),, Boafle en 1203 (lettre de Jean sans Terre).
Homonymie avec Boffles (Pas-de-Calais) et Bouafle (Yvelines), type toponymique commun au nord-ouest de l'hexagone,.
François de Beaurepaire ne cite pas les formes du VIIIe siècle dans son ouvrage.
Le même élément *alach se retrouve dans les différents Neaufles de l'Eure (Neaufles-Auvergny, Neaufles-Saint-Martin) précédé du germanique nuwe, nēowe, nouveau.
Le terme gothique ahls « temple » est attesté, ainsi que le vieux haut allemand alah (prononcé « alach ») au sens de « temple », moyen haut allemand ala.
Le premier élément bod est d'interprétation incertaine.
Ces noms pourraient donc se référer à d'anciens lieux de culte de la religion germanique primitive, car on sait que les Francs (avec les Saxons et les Scandinaves), contrairement à de nombreux autres peuples germaniques, étaient pour la plupart restés païens lors de leurs migrations.

## Histoire

### Moyen Âge
Bouafles faisait partie des possessions de l'abbaye de Saint-Denis. Elle perdit cette terre au moment des invasions normandes. Au milieu du XIe siècle, Bouafles, en Vexin normand, est la propriété d'Honfroy de Pont-Audemer († v. 1050) qui la donna à l'abbaye qu'il fonda aux Préaux. L'abbaye de Préaux conserva Bouafles jusqu'à la Révolution.
Vers 1178, par acte, le comte de Meulan, Robert II (v. 1142-1204) fait remise aux abbés de Jumièges de deux moutons de redevance annuelle sur le prieuré Saint-Martin de Bouafles et leur en donne deux autres à prendre au même lieu sur Thomas et Raoul du Montier.

### Époque contemporaine
En 1922 pour faire face aux premiers congés payés des jeunes travailleurs l’abbé Joseph Batut contacte la Ligue maritime et coloniale dont le camp nautique de Bouafles a pour mission d’initier des vocations maritimes parmi les jeunes. Dès le printemps 1924, l’abbé Batut acquiert un canot à rames avec moteur auxiliaire pour l'entraînement des pilotins à domicile. Huit d’entre eux descendent la Seine jusqu'à Bouafles. En remplacement du camp de Bouafles en 1925, la première colonie de vacances pour les enfants d'Argenteuil s'installe l'année suivante à Lélex dans l'Ain.

## Politique et administration
| Période                                  | Période   | Identité               | Étiquette | Qualité  |
| ---------------------------------------- | --------- | ---------------------- | --------- | -------- |
| vers 1816                                |           | Desrosseaux            |           |          |
| 1876                                     |           | François-Laurent Leroy |           |          |
| 1977                                     | 1983      | Nina Goukowski         |           |          |
| avant 1988                               | ?         | Kléber Pousséo         |           |          |
| mars 2001                                | mars 2014 | Georges de Meyer       | UMP       |          |
| mars 2014                                | En cours  | Anne Froment           | DVD       | Employée |
| Les données manquantes sont à compléter. |           |                        |           |          |

## Démographie
L'évolution du nombre d'habitants est connue à travers les recensements de la population effectués dans la commune depuis 1793. Pour les communes de moins de 10 000 habitants, une enquête de recensement portant sur toute la population est réalisée tous les cinq ans, les populations de référence des années intermédiaires étant quant à elles estimées par interpolation ou extrapolation. Pour la commune, le premier recensement exhaustif entrant dans le cadre du nouveau dispositif a été réalisé en 2008.

En 2022, la commune comptait 647 habitants, en évolution de −0,31 % par rapport à 2016 (Eure : −0,25 %, France hors Mayotte : +2,11 %).
| 1793 | 1800 | 1806 | 1821 | 1831 | 1836 | 1841 | 1846 | 1851 |
| ---- | ---- | ---- | ---- | ---- | ---- | ---- | ---- | ---- |
| 370  | 327  | 329  | 311  | 316  | 298  | 294  | 282  | 285  |

| 1856 | 1861 | 1866 | 1872 | 1876 | 1881 | 1886 | 1891 | 1896 |
| ---- | ---- | ---- | ---- | ---- | ---- | ---- | ---- | ---- |
| 285  | 291  | 281  | 272  | 278  | 271  | 299  | 286  | 271  |

| 1901 | 1906 | 1911 | 1921 | 1926 | 1931 | 1936 | 1946 | 1954 |
| ---- | ---- | ---- | ---- | ---- | ---- | ---- | ---- | ---- |
| 226  | 215  | 210  | 243  | 176  | 188  | 153  | 208  | 226  |

| 1962 | 1968 | 1975 | 1982 | 1990 | 1999 | 2006 | 2008 | 2013 |
| ---- | ---- | ---- | ---- | ---- | ---- | ---- | ---- | ---- |
| 168  | 256  | 367  | 469  | 682  | 618  | 630  | 634  | 640  |

| 2018 | 2022 | - | - | - | - | - | - | - |
| ---- | ---- | - | - | - | - | - | - | - |
| 658  | 647  | - | - | - | - | - | - | - |

## Culture locale et patrimoine

### Lieux et monuments

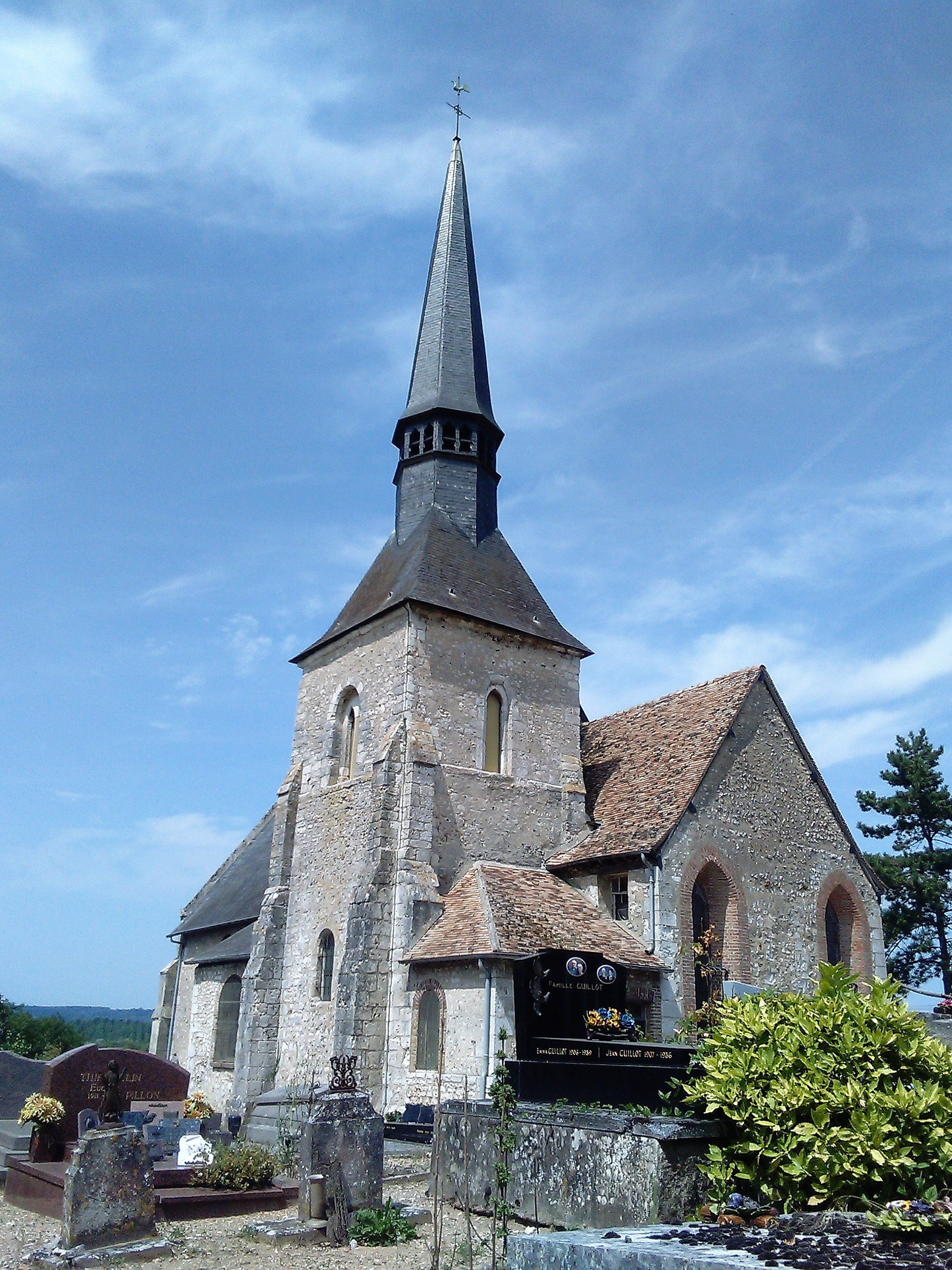
L'église Saint-Pierre.

La commune de Bouafles compte plusieurs édifices inscrits à l'inventaire général du patrimoine culturel :
- l'église Saint-Pierre (XIe (?), XIIIe et XIXe siècles)[27] ;
- une croix monumentale du XVIIIe siècle[28] ;
- un manoir des XVIIe et XIXe siècles[29] ;
- deux maisons : l'une du XVIIIe siècle[30], l'autre du XIXe siècle[31] ;
- deux fermes : l'une des XVIIIe et XIXe siècles[32], l'autre du XVIIIe siècle[33] ;

### Patrimoine naturel

#### Site classé

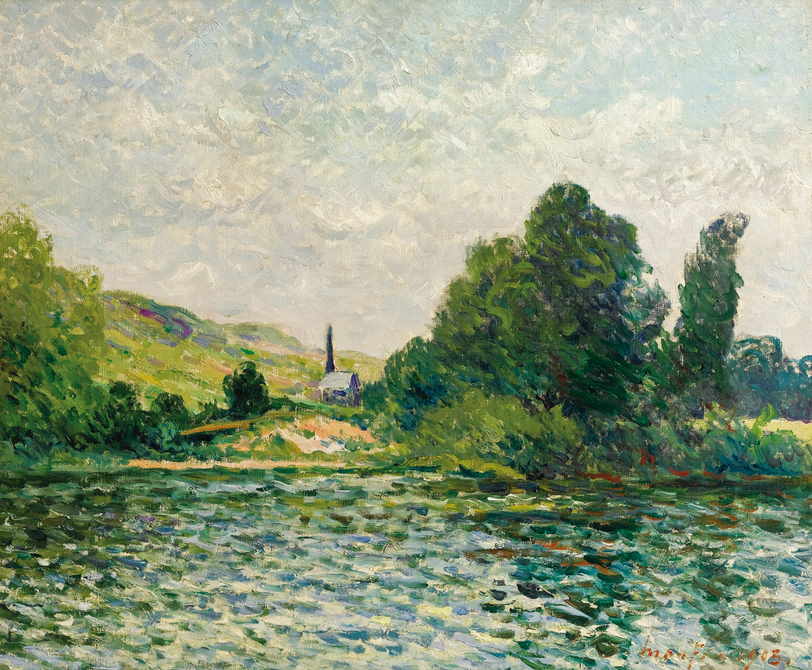
Bords de la Seine, paysage à Bouafles, Eure
Maxime Maufra, 1903
Collection privée, vente 2018.

- La boucle de la Seine dite de Château-Gaillard  Site classé (2006)[34].

### Personnalités liées à la commune
- Georges-Léopold Mita (1871-1904), peintre, y est mort.